# Histórias que Só Existem Quando Lembradas
Histórias que só existem quando lembradas  é um filme brasileiro de 2011 dirigido por Júlia Murat. "Histórias" participou de mais de 80 festivais, incluindo Venice Film Festival, Toronto Film Festival, Rotterdam Film Festival, e San Sebastian Film Festival e ganhou 36 prêmios. É o primeiro filme dirigido por Júlia Murat.

## Sinopse
Uma pacata cidade só com moradores idosos recebe a visita de uma jovem fotógrafa.

## Elenco
- Sonia Guedes como Madalena
- Luiz Serra como Antonio
- Lisa Fávero como Rita
- Ricardo Merkin como Padre

## Prêmios
- Menção no Cine en Construcción em Toulouse
- Prêmio Cine Cinema no Cine en Construcción em Toulouse
- Menção especial no Festival de San Sebastian
- Prêmio da igreja da Islândia no Festival de Reykjavík IFF
- Melhor filme no Festival de Abu Dhabi
- Melhor atriz no Festival de Abu Dhabi
- Prêmio FIPRESCI no festival de Ljubljana, Eslovênia
- Prêmio de público no festival de Varsóvia, Polônia
- Prêmio de público no Festival de Santa Maria da feira
- Melhor filme do júri cineclubista Festival de Santa Maria da feira
- Melhor atriz no Festival de Santa Maria da feira
- Prêmio Nueva Vision de filmes latinos no festival Santa Bárbara IFF
- Prêmio de público no IFFR Groningen
- Prêmio ecumênico no Festival de Cartagena
- Melhor filme Festival de Sofia
- Talent Tape Award Friburg
- Prêmio Ecumênico Friburg
- Melhor filme júri cineclubista Friburg
- Melhor filme Júri Jovem Friburg
- Prêmio da associação CCAS, Festival de Toulouse
- Prêmio Ceux du Rail d’Oc, Festival de Toulouse
- Melhor Filme festival de RiverRun
- Peter Brunette Award para melhor diretor, Festival de RiverRun
- Melhor Fotografia, Festival de RiverRun
- Menção especial para Sônia Guedes, Festival de RiverRun
- Menção Especial no Festival Latino LAFF, Holanda
- Melhor filme, prêmio do público, no Festival do Cinema Brasileiro de Paris, 2012
- Melhor roteiro, Festival du Cinéma d'Auteur de Rabat, Marrocos, 2012
- Melhor filme pelo júri, Festival de Lima, 2012
- Premio APC – Asociación Peruana de Comunicadores “Monseñor Luciano Metzinger”- festival de Lima
- Melhor filme (prêmio de público) no festival Latinamerika i Fokus, Suécia
- Prêmio Especial do Juri no festival de Ourense
- Melhor fotografia no festival de Ourense
- Melhor filme no Festival Regards sur le cinéma du monde
- Prêmio do público no Festival Regards sur le cinéma du monde
- Melhor filme, juri estudante, no Festival Regards sur le cinéma du monde